# Горбунов, Александр Владимирович (юрист)
Александр Владимирович Горбунов (26 июля 1867, Нижний Шкафт — не ранее 1926) — российский учёный-правовед, доктор юридических наук, профессор, специалист по государственному и полицейскому праву, в разные годы приват-доцент Императорского Московского, Варшавского и профессор Томского, Саратовского, Ярославского и Белорусского государственного университетов.

## Биография
Александр Владимирович Горбунов родился 26 июля 1867 года в селе Нижний Шкафт Городищенского уезда Пензенской губернии в дворянской семье.
- 1889 год — окончил юридический факультет Императорского Московского университета.
- 1889 год — 1891 год — работа в Министерстве народного просвещения и судебном ведомстве.
- 1898 год — защита магистерской диссертации на тему «Методологические основы дисциплин, изучающих деятельность государства».
- 22 апреля — 15 июня 1898 года — приват-доцент кафедры полицейского права Императорского Московского университета.
- 1898 год — 1906 год — приват-доцент кафедры полицейского права Варшавского университета.
- 1906 год — 1911 год — приват-доцент кафедры полицейского права Императорского Московского университета.
- 1911 год — 1913 год — читает курс лекций «Наука в государственном управлении» в Московском городском народном университете имени А. Л. Шанявского.
- 1914 год — 1917 год — ординарный профессор кафедры государственного права Томского университета. В этот период неоднократно выезжает в научные командировки за рубеж. С 1915 года входил в состав Комитета по содействию сибирской кооперации и ее изучению.
- 1917 год — 1920 год — профессор, декан юридического факультета Саратовского университета.
- 1920 год — 1926 год — профессор кафедры административного права Белорусского государственного университета.

Судьба А. В. Горбунова после 1926 года неизвестна.

## Членство в научных обществах
- Член Московского общества им. А. Чупрова
- Член Московского юридического общества
- Секретарь общественно-юридической группы Московской комиссии по организации домашнего чтения
- Член Комитета по содействию сибирской кооперации и ее изучению (Томск)
- Член научного общества при Белорусском государственном университете

## Чины и награды
- Статский советник (1914)
- Орден Святого Станислава III степени (1904)
- Орден Святой Анны II степени (1916)

## Основные публикации

### Книги, монографии, учебные пособия
- Горбунов А. В. Один из опытов university extension в России. — СПб.: Редакция журнала «Образование», 1899. — 32 с.
- Горбунов А. В. Начальное образование в столице Германской империи. — М.: Товарищество Кушнерев и К, 1900. — 84 с.
- Горбунов А. В. Курс полицейского права. — Варшава, 1903.
- Горбунов А. В. Гарантии личной свободы в Англии. — Ростов-на-Дону: Донская речь, 1905. — 55 с.
- Горбунов А. В. Методологические основы дисциплин, изучающих деятельность государства. — М.: Товарищество Кушнерев и К, 1906. — 23 с.
- Горбунов А. В. Борьба с нищенством и бродяжничеством. — М.: Товарищество Кушнерев и К, 1909. — 15 с.
- Горбунов А. В. Причины пауперизма. — М., 1911.
- Горбунов А. В. Основы гражданской свободы в Англии. — М.: Товарищество Сытина, 1914. — 160 с.

### Статьи
- Горбунов А. В. Методологические основы учения Лоренца фон-Штейна об управлении // Журнал Министерства юстиции. — СПб.: Тип. Правит. Сената, 1899. — № 1. — С. 157—184.
- Горбунов А. В. Развитие государства в Западной Европе // Сборник по общественно-юридическим наукам. Вып. 1. — СПб.: Изд. О. Н. Поповой, 1899. — С. 171—192.